# Калигарис, Умберто
Умберто Калигарис (итал. Umberto Caligaris; 26 июля 1901 — 19 октября 1940) — итальянский футболист, левый защитник, проведший карьеру в двух клубах: «Касале» и «Ювентусе». Стал первым итальянским игроком, кто провел за сборную 50 матчей.

## Карьера
Первые девять лет своей карьеры Калигарис выступал за «Касале», дебютировав в матче с провинциальной «Валенцаной» 12 октября 1919, который его команда выиграла 3:1. В 1914 году этот клуб стал чемпионом страны. Однако повторить успех во время выступлений Калигариса не удалось, хотя «Касале» дважды квалифицировался в полуфинал северной зоны. Но все неудачи на клубном уровне Умберто Калигарис компенсировал, когда начал выступать за «Ювентус», с которым стал пятикратным чемпионом Италии (1931—1935).
В национальной сборной защитник дебютировал в 1922 в игре против Австрии на позиции, ранее занимаемой Вирджинио Розетта. Спор между двумя футболистами продолжался вплоть до 1925 года, пока расположении команды не покинул бессменный «левый край» Ренцо Де Веккьи. С тех пор Калигарис и Розетта образовали своеобразную связку в центре обороны Италии, что будет наблюдаться позднее в Ювентусе, куда Калигарис переберется в 1928 сразу после завоевания «бронзы» Летних Олимпийских игр. Вместе с голкипером Джанпьеро Комби они образуют так называемое Трио Легенды (итал. Trio della Legenda).
Прощальная игра Калигариса, так же как и дебютная, была против австрийцев (11 февраля 1934). Его показатель — 59 матчей за сборную — оставался рекордом вплоть до 1971, когда был превзойден Джакинто Факетти.
Калигарис тренировал «Юве» с 1939 вплоть до своей смерти в октябре следующего года.